# Albringhausen (Attendorn)

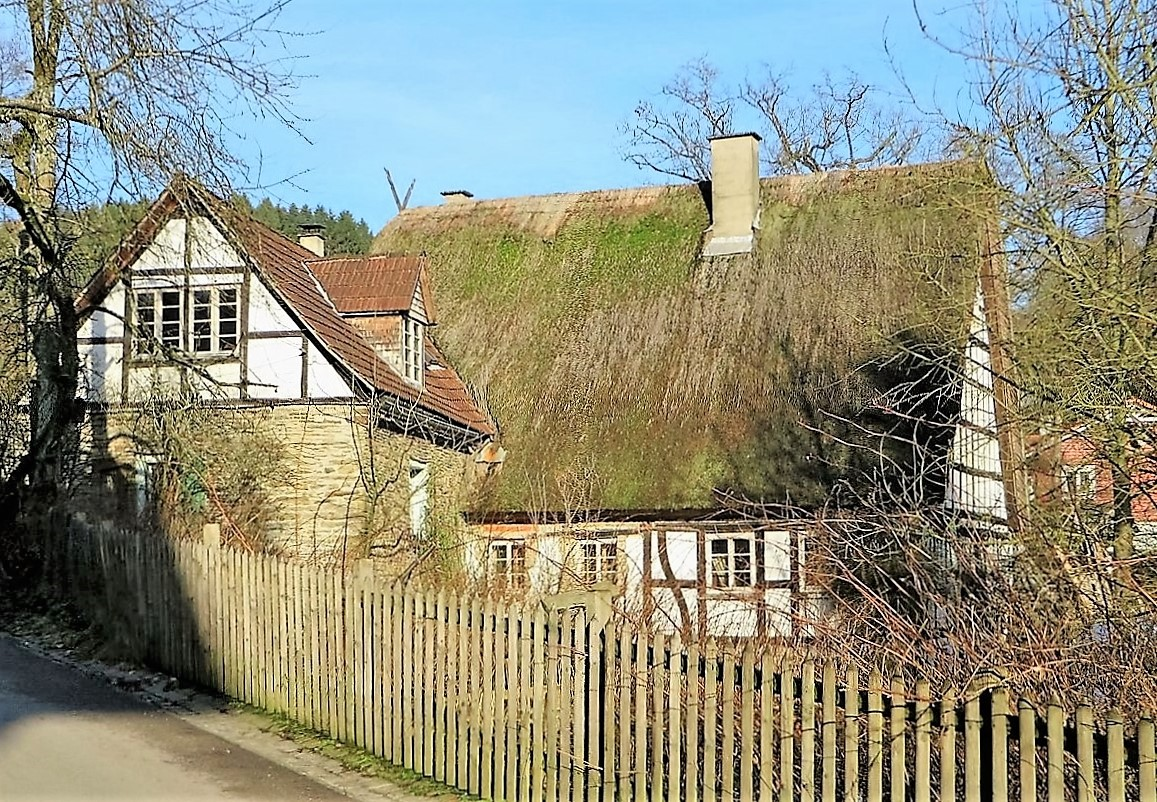
Fachwerkhaus Zollweg in Albringhausen

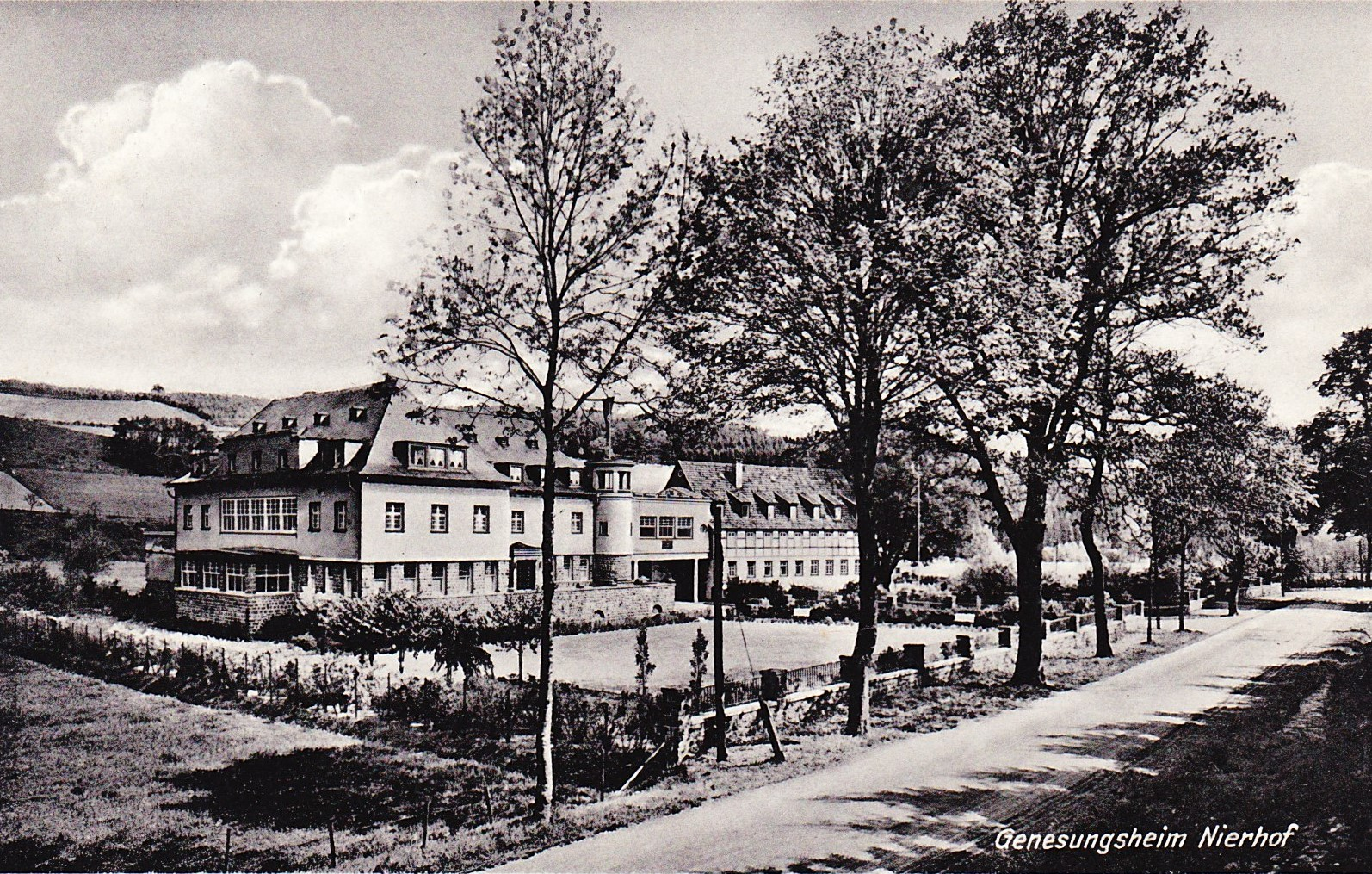
Ehemaliges Gut Nierhof

Albringhausen ist ein Ortsteil der Stadt Attendorn im Kreis Olpe (Nordrhein-Westfalen) und hat 91 Einwohner (Stand 30. Juni 2024) und 44 Häuser.

## Geografie
Albringhausen liegt südwestlich des Kernortes Attendorn, an der Grenze zum Märkischen Kreis zwischen Ebbegebirge und Biggesee. Durch den Ort fließt die Ihne und der Ränkebach. Südlich vorbei führt die Landesstraße (L 539) von Meinerzhagen nach Attendorn.

## Geschichte
Albringhausen wurde urkundlich erstmals 1379 als toe Alverynchusen und 1386 mit Alverinchusen erwähnt. Am 25. April 1411 verkauft Wilhelm Graf zu Limburg und Herr von Broich seine Lehnware an dem Zehnten aus den Gütern Boikenboile, Werschede, Alverinchusen und Waymbeke an einen Kölner Bürger. Der Ort war aber eine vermutlich schon im 10. Jahrhundert entstandene Siedlung vom sogenannten „inghausen“-Typ. Wie das Grundwort -hausen erkennen lässt, sind die Ortsnamen auf -inghausen ihrem Ursprung nach reine Siedlungsbezeichnungen. Ihr Bestimmungswort ist ein altsächsischer männlicher Personenname, der den Besitzer der betreffenden Siedlung zum Zeitpunkt der Namensgebung, jedoch nicht unbedingt auch ihre Entstehung nennt. Der Ortsname kann demnach als bei den Häusern der Leute des Alver(o) gedeutet werden.
Politisch gehörte Albringhausen ehemals im Amt Waldenburg und im Gogericht und Kirchspiel Attendorn zur Bauerschaft Albringhausen, der auch umliegende Orte wie Beukenbeul, Weschede, Wamge u. a. angehörten. Im Schatzungsregister von 1543 wird in der Burschafft Ailberinghausen mit 26 Steuerpflichtigen ein Henrich zu Alueringhausen mit einer Abgabe von einem Goldgulden genannt. Im Dreißigjährigen Krieg wurde der Bauer Franz Löser, der als Fuhrmann häufig nach Köln unterwegs war, 1626 gleich dreimal von Soldaten überfallen und kam nur durch ein Lösegeld für Karren und Pferde wieder frei. Ein Jahr später war wieder Lösegeld fällig, als man Franz Löser und Peter Meyworm je ein Pferd wegnahm.
Im 17. Jahrhundert gab es in Albringhausen vier Güter: Franzes Tönneses Gut, Hillen Gut, Kremers Gut und das unterste Gut. Das Franzes Tönneses Gut war der oberste Hof im Dorf (Pächter bis 1678 Anton Fernholt) und galt 1829 als Gut 1. Klasse, Eigentümer war Franz Gertmann, Pächter die Familie Fernholt.
Das Hillen Gut lag unterhalb des vorigen und war ein Kötterhof (Besitzer 1607 Johann Meyworm), der Anfang des 19. Jahrhunderts auch Franz Gertmann gehörte, Pächter um 1820 die Familie Langenohl.
Der größte Hof war das Kremers Gut (Besitzer 1644 Degenhard Kremer), welches im Laufe des 18. Jahrhunderts vom Kloster Ewig erworben wurde. Pächter war die Familie Kranz, Besitzer später die Familie Schnütgen und durch Erbgang danach Familie Langenohl, die auch das vor Listerscheid liegende Gut Nierhof besaß. Als 1918 Gottfried Langenohl Konkurs anmelden musste, kaufte beide Güter der Lederfabrikant Richard Lütticke aus Olpe. Im Jahre 1925 verkaufte Lütticke wiederum die beiden Güter an die Eisenbahnbetriebskrankenkasse in Köln, die Gut Nierhof durch einen Neubau erweiterte und ein Genesungsheim einrichtete. Später auch als Lazarett, Fremdarbeiterunterkunft, Krankenhaus und ab 1953 als Schulungsheim der Eisenbahndirektion genutzt. Seit den 1970er Jahren standen die Gebäude leer und wurden dann 1995 abgerissen.
Das vierte Gut, ein Kötterhof, das unterste Gut genannt (Besitzerin 1590 Witwe Kremer), wurde auch „Claes-Johanns“, nach dem Besitzer Johann Klaes, oder „Johann-Peters-Gütchen“, nach dem Besitzer Johann Peter Brocke, genannt. 1698 wurde der Hof an das Kloster Ewig verkauft. Seitdem waren die Familien Kranz und Springob Pächter bzw. Besitzer. Der Hof wurde später aufgeteilt. Um 1867 brannte das Gutshaus ab.
Die Heidenstraße, ein jahrhundertealter Heer- und Handelsweg von Leipzig nach Köln, im Mittelalter auch Pilgerweg, führte durch Albringhausen. Das 1578 erstmals erwähnte Gut Nierhof war an dieser Straße auch Herberge und Umspannstation der Fuhrleute. 1794 nach alter Überlieferung für eine Nacht Zufluchtstätte der Reliquien der hl. drei Könige, als sie vor Napoleon aus dem Dom zu Köln in Sicherheit gebracht werden mussten. Im 17./18. Jahrhundert gab es an der Ihne bei Albringhausen auch ein Hammerwerk (Eisenhammer).
Das Adressbuch von 1929 führt in Albringhausen die Namen „Bröcher, Fernholz (3), Langenohl (2), Martini, Morawiak, Nies, Schnüttgen (5), Springob (6), Strauß (7) und Teipel (4)“. Im Jahre 1936 hatte das Dorf 11 Wohnhäuser mit 18 Haushaltungen und 96 Einwohner.
Ab 1819 gehörte Albringhausen im Amt Attendorn zur Gemeinde Attendorn-Land, bis die Gemeinde 1969 in die Stadt Attendorn eingegliedert wurde.
Ein Attendorner Baudenkmal ist das Fachwerkhaus „Zollweg“, Alter Weg 8.

## Religion, Vereine
Albringhausen gehört zur Pfarrgemeinde St. Josef im nahe gelegenen Listerscheid. Das Vereinsleben findet für beide Orte im Vereinshaus bzw. der Schützenhalle und auf dem Fußballplatz an der Wesetalstraße in Weschede statt.